# Achillée à grandes feuilles
Espèce
Classification phylogénétique
L'Achillée à grandes feuilles (Achillea macrophylla) est une plante herbacée vivace du genre Achillea et de la famille des Astéracées.

## Description
Les fleurs de l'Achillée à grandes feuilles sont quasi identiques à celles de l'Achillée millefeuille. C'est la taille de l'Achillée à grandes feuilles et la forme de ses feuilles qui la distinguent fortement de la précédente.

### Caractéristiques
- Organes reproducteurs
  - Couleur dominante des fleurs : blanc
  - Période de floraison : août-septembre
  - Inflorescence : corymbe de capitules
  - Sexualité : hermaphrodite
  - Pollinisation : entomogame
- Graine
  - Fruit : akène
  - Dissémination : anémochore
- Habitat et répartition
  - Habitat type : pelouses amphibies vivaces oligotrophiles, boréales à montagnardes
  - Aire de répartition : orophyte alpien

Données d'après : Julve, Ph., 1998 ff. - Baseflor. Index botanique, écologique et chorologique de la flore de France. Version : 23 avril 2004.